# Robert Grange
 (janvier 2011).
Si vous disposez d'ouvrages ou d'articles de référence ou si vous connaissez des sites web de qualité traitant du thème abordé ici, merci de compléter l'article en donnant les références utiles à sa vérifiabilité et en les liant à la section « Notes et références ».
Pour les articles homonymes, voir Grange (homonymie).
Robert Grange, né le 19 juin 1901 à Randens en Savoie et mort le 21 juillet 1979 dans le 14ème arrondissement de Paris est un artiste peintre français.

## Biographie
Né en Savoie, d'une vieille famille savoyarde très attachée aux arts et particulièrement à la peinture, Robert Grange, après ses humanités, va tenter une expérience dans le monde de l'industrie : de 1920 à 1922 il part pour la Chine, puis l'Indochine, rejoindre un de ses oncles à la tête d'une filature de soie.
Mais sa vocation d'artiste l'emporte et le ramène en France en 1922.
De 1924 à 1926, il travaille à Paris à l'académie Ranson où enseigne le peintre Roger Bissière. Après un bref retour en Savoie où il se marie, il revient à Paris où a lieu sa première exposition particulière à la Galerie Zborowski, le découvreur d'Amedeo Modigliani et de Chaïm Soutine.
De 1929 à 1935, il s'installe d'abord rue du Cherche-Midi, puis rue de Condé, période durant laquelle il participe à de nombreuses expositions et Salons.
Plusieurs de ses toiles entrent dans les musées nationaux ou municipaux, au Petit Palais à Paris, à Grenoble, à Albi, ou au Musée des beaux-arts de Limoges.
De 1936 à 1938, il séjourne en Italie : d'abord à Florence et Fiesole puis, plus durablement, à Rome.
Revenant en France par la Savoie au moment où la Seconde Guerre mondiale éclate, il s'y fixe jusqu'en 1945, année où il renoue avec Paris et s'installe dans le quartier de Vaugirard et enfin celui de Montparnasse.
La critique artistique de l'époque (Jacques Lassaigne, Waldemar George, entre autres) salue son retour à l'occasion de nouvelles expositions, en France et à l'étranger, au cours desquelles se manifeste dans ses toiles une expression croissante de la lumière et de la délicatesse des couleurs. Ses fréquents séjours sur les plages de Bretagne et de Normandie en portent témoignage.
L'inspiration de Robert Grange a très largement été soutenue par l'écoute de la musique - particulièrement Jean-Sébastien Bach - à travers laquelle il se trouvait en communion avec la beauté de la nature et le côté spirituel des choses. 
Sa dernière œuvre date de 1978, date à laquelle une maladie le met dans l'impossibilité de poursuivre son œuvre.
Robert Grange a également publié une traduction des Sonnets de Michel-Ange.